# Otto Guevara
Otto Guevara Guth (San José, 13 ottobre 1960) è un politico costaricano.
Fondatore del partito Movimento Libertario, ha servito il suo paese nella legislatura 1998-2006 e attualmente è il presidente del PML ed è stato candidato a Presidente della Costa Rica nel 2002, 2006 e 2010.

## Biografia
Otto Guevara è il figlio di un funzionario, Claudio, medico al servizio del sistema sanitario Costaricano. Sua madre Mariechen ha lavorato per la sicurezza sociale prima di dimettersi per seguire l'azienda di famiglia.
Guevara ha studiato all'Università della Costa Rica dove si è laureato in legge ed ha conseguito un Master in Business Internazionale presso l'Università Nazionale e un Master in legge dando enfasi alla risoluzione dei conflitti presso Harvard University. In seguito ha insegnato legge presso l'Università Nazionale della Costa Rica.
In aggiunta si è fatto un nome nel turismo, scambi commerciali e la politica pubblica. Ha anche prodotto e ospitato una serie di spettacoli televisivi e radiofonici sul suo moderato messaggio pro-libertà.

### Attività politica
Non riuscendo a riconoscersi in nessun partito politico precostuito ha fondato il Movimento Libertario nel 1994 per sfidare l'ortodossia tradizionale della politica Costaricana che vedeva sempre più sprofondare nella corruzione e meno rispetto per i diritti individuali del suo popolo. È assertore di un moderato intervento dello Stato in economia che deve essere libera, in modo da favorire la vita dei cittadini. Nel 1998 fu eletto come unico rappresentante del Movimento Libertario guadagnandosi i consensi della stampa come miglior legislatore nel suo primo mandato. Nel 2002 si candido' con il suo movimento alle Presidenziali portando 6 membri al Congresso ma alcune settimane dopo un membro si è dichiarato indipendente. Da qui ci fu una scissione nel suo partito visto che alcuni collaboratori lo abbandonarono.
L'anno 2006 ha visto eleggere di nuovo 6 membri al Congresso perdendo nuovamente un altro deputato. In qualità di candidato alla presidenza nel 2006, Guevara, ha guadagnato quasi il 10% dei voti. Nel 2009 viene eletto candidato alla presidenza ancora una volta perdendo però le elezioni nel 2010 con il 20% dei voti per un terzo posto.